# Cypripedium calcicola
Cypripedium calcicola är en orkidéart som beskrevs av Rudolf Schlechter. Cypripedium calcicola ingår i släktet guckuskor, och familjen orkidéer. IUCN kategoriserar arten globalt som akut hotad. Inga underarter finns listade i Catalogue of Life.